# Topotype
En zoologie, en botanique et en minéralogie, le terme de topotype (du grec tópos, τόπος, lieu, et tupos, τύπος, empreinte, modèle) qualifie un spécimen originaire de la localité type de l'espèce animale, végétale ou minérale. Cette localité-type correspond souvent à l'endroit où l'espèce a été découverte.
Le spécimen topotypique peut justifier le nom de l'espèce, qui découle souvent du toponyme de découverte (par exemple matlockite, manandonite, autunite, émeri en minéralogie, Zakerana nepalensis en zoologie, ou Teucrium pyrenaicum et Wollemia nobilis en botanique), ou du nom de l'individu à l'origine de la découverte et/ou de l'identification.